# Rantzausminde
Rantzausminde er en satellitby til Svendborg med 2.203 indbyggere  (2024). Rantzausminde ligger i Egense Sogn ved det Sydfynske Øhav fem kilometer vest for Svendborg. Byen tilhører Svendborg Kommune og er beliggende i Region Syddanmark.
Området er opkaldt efter Hans Rantzau (1764‑1808), som ejede området, da den oprindelige husmandsudstykning blev oprettet i begyndelsen af 1800‑tallet. Nogle tror fejlagtigt, at området er opkaldt efter den holstenske feltherre Johan Rantzau, der besejrede den lybske flåde i Svendborgsund i 1535.
I byen ses flere gravhøje fra bronzealderen. Ved arkæologisk udgravning nær gravhøjen på Højensvej er fundet nogle af de ældste pløjespor i Danmark. Der er desuden fundet grave fra yngre stenalder og et kulthus fra bronzealderen.
I byen finder man Rantzausminde Skole, der blev etableret i 1859.
Rantzausminde Efterskole blev oprettet i 1956 og hedder i dag Svendborg Efterskole. I sommeren 2013 flyttede skolen til 3F's gamle kursusejendom i den anden ende af Svendborg.
Campingpladsen Rantzausminde Camping huser årligt (uge 28) et af verdens største Wayfarer træf med 50+ deltagende joller.
Ved byen ligger Rantzausminde Lystbådehavn. Havnen er en moderne lystbådehavn med omkring 300 pladser. Ved lystbådhavnen ligger Svendborgsunds Sejlklub grundlagt i 1866. Det gør den til Danmarks ældste sejlklub.
Den tyske dramatiker og digter, Bertolt Brecht, boede med sin hustru og deres børn i Skovsbostrand ved Rantzausminde som politisk flygtning fra naziregimet i 1933-39. Deres hus er i dag et kunstnerisk refugium.
Af erhverv rummede Rantzausminde tidligere to bådeværfter, et mosteri, en restaurant og flere værksteder. I dag findes en dagligvarebutik og et træningscenter for Mærsk.